# Jaromír Kalus
Jaromír Kalus (27. prosince 1947 Opava – 22. listopadu 2022) byl český muzejník a politik, dlouholetý ředitel Slezského zemského muzea v Opavě, v 90. letech 20. století poslanec České národní rady a Poslanecké sněmovny za ODS.

## Biografie
Od počátku 90. let 20. století působil jako ředitel Slezského zemského muzea v Opavě. Publikoval odborné práce. Zaměřoval se na numismatiku.
Ve volbách v roce 1992 byl zvolen do České národní rady za ODS (volební obvod Severomoravský kraj). Zasedal v zahraničním výboru.
Od vzniku samostatné České republiky v lednu 1993 byla ČNR transformována na Poslaneckou sněmovnu Parlamentu České republiky. Mandát obhájil ve volbách v roce 1996. V lednu 1996 patřil mezi několik českých poslanců, kteří v Radě Evropy hlasovali proti přijetí Ruska do této organizace. Prohlásil tehdy: „přijmout Rusko znamená popřít základní principy Rady Evropy.“ V únoru 1996 ho sněmovna zvolila vedoucím stálé české delegace při Radě Evropy. Během vládní krize a rozkolu v ODS na přelomu let 1997-1998 zůstal loajální k ODS.
V komunálních volbách roku 1994 byl zvolen za ODS do zastupitelstva města Opava. Opětovně byl do tamního zastupitelstva zvolen v komunálních volbách roku 2006, opět za ODS. Profesně se uvádí jako ředitel muzea. Mandát neobhájil v komunálních volbách roku 2010, kdy kandidoval opětovně za ODS.
Od roku 2009 působil v Ústavu pro studium totalitních režimů. V roce 2010 ho nový ředitel této instituce Jiří Pernes jmenoval prvním náměstkem ředitele. Poté, co ale krátce po svém nástupu Jiří Pernes v čele ústavu skončil, odešel z postu náměstka i Kalus.